# Villa romana del Palmeral

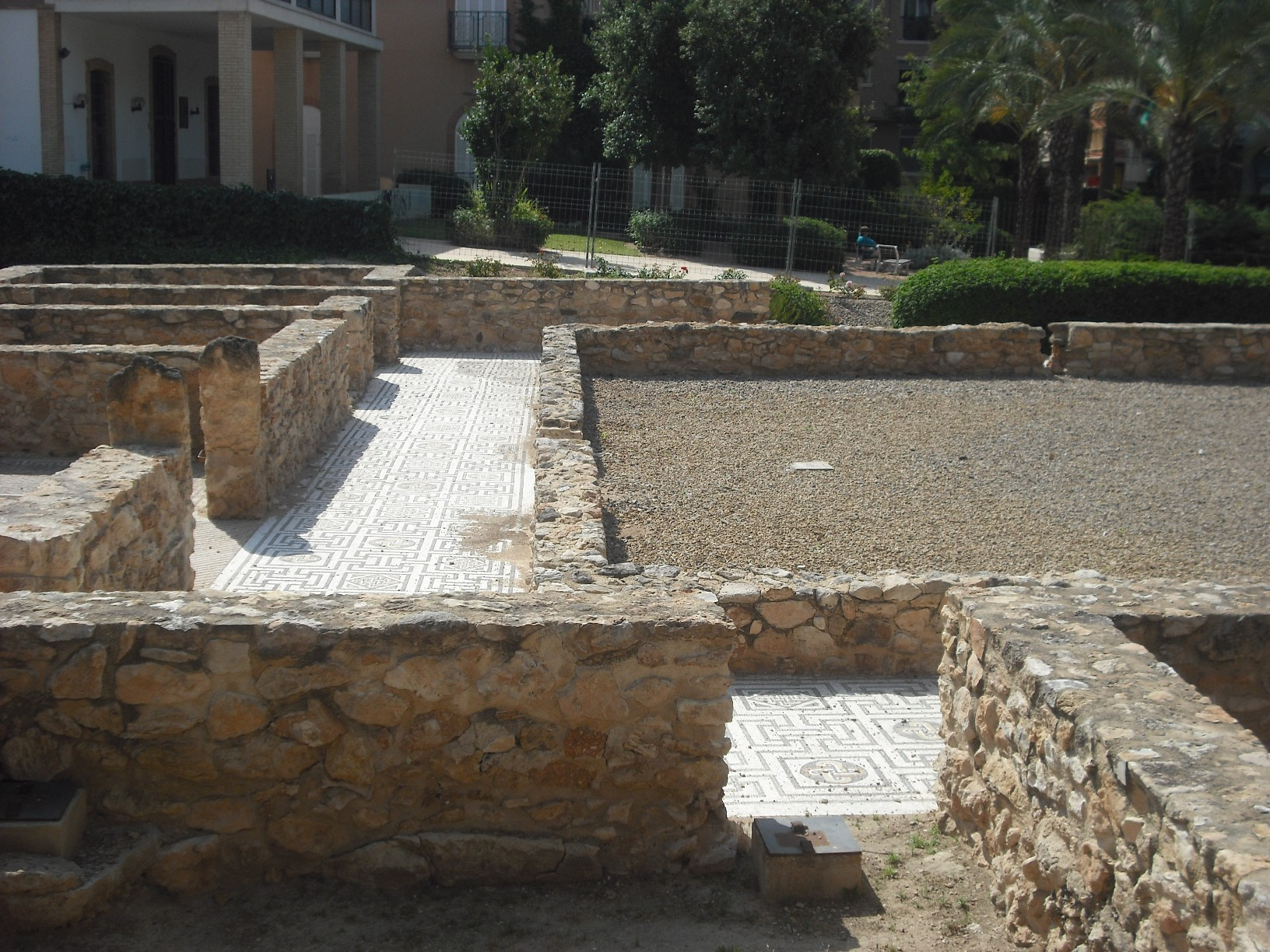
Restos de la villa.

La villa romana del Palmeral es una vivienda señorial del siglo IV que se hallaba en el Portus Illicitanus, en el término municipal de Santa Pola, (provincia de Alicante, España).
Esta vivienda disponía de un gran patio con peristilo, rodeado por un corredor pavimentado con mosaicos. Los mosaicos están realizados con teselas de piedra caliza de un centímetro. La decoración la componen una serie de motivos geométricos a base de grecas negras sobre fondo blanco, composiciones en boga en el siglo IV y nudos de Salomón sencillos dobles en color rojo, negro, ocre, blanco y motivos florales.
Se trata de una villa de lujo, un modelo de construcción que responde a las preferencias de la clase aristocrática terrateniente para sus residencias privadas, durante el Bajo Imperio.
Los materiales extraídos en la excavación sitúan la mansión a principios del siglo IV d. C., las monedas ofrecen una datación a partir del 321.
El conjunto arqueológico descrito no se erigió sobre terreno virgen, sino que se asentó sobre construcciones precedentes, concretamente de los siglos I y II d. C.